# Kandagol, Chitapur
Kandagol là một làng thuộc tehsil Chitapur, huyện Gulbarga, bang Karnataka, Ấn Độ.